# سهام شماس
سهام حبيب شمّاس (1936 - 11 ديسمبر 2015) هي مغنية لبنانية.

## حياتها ومسيرتها
سهام حبيب شمّاس ولدت في بيروت سنة 1936، شاركت في عدّة أعمال غنائيّة منها:
- مسرحية جسر القمر مع المغنية فيروز.[3]
- مسرحيّة ناس من ورق.
- مسلسل مذكّرات ممرّضة.

## أغانيها
ايها الجدول
بنية حلوة
جوز عيني
حد القمر
حلوة الفرحانة بحالها
حلوة فرحانة2
خليك ما تروح
خليك ما تروح2
سكابا
سمعوا خطوة حبيبي
سوق الحميدية
عالاوف مشغل
غاب نهار اخر
غرب يا هوى
لو كان كلمة اه
مشينا وصلنا لعندك
نور القمر
يا بنتي يا نفنافة
يا حظي طابتلي النومة
يا ريت بيسرقوني
يا ريت بيسرقوني2
يا سارية خبريني
يا صبية خبروك
يا ليل خبيني بعبك

## وفاتها
توفّيت في 11 ديسمبر من عام 2015، ودُفنت في بلدة شكا بلبنان بعد الصلاة عليها في كنسية التجلي.